# Állatkert (métro de Budapest)
Állatkert est une ancienne station du métro de Budapest. Elle se trouvait sur la ligne M1 entre Hősök tere et Széchenyi fürdő.

## Lieu remarquable à proximité
- Zoo de Budapest